# Персеверанс (марсовски ровер)
Персеверанс (енгл. Perseverance, у преводу истрајност) је роботизовани марсовски ровер пројектован да истражи кратер Језеро на Марсу као део мисије Марсовски ровер 2020. агенције Наса.  Потврда да је ровер успешно слетео примљена је 18. фебруара 2021. године у 20.55 УТЦ.

Неки од циљева ровера су утврђивање да су раније постојале средине способне да омогуће живот на Марсу, потрага за доказима постојања претходног микробиолошког живота на Марсу, сакупљање узорака стена и земље са површине Марса и тестирање производње кисеоника у атмосфери планете Марс као припрема за мисије слања људи у будућности. За разлику од ранијих ровера који су се традиционално ослањали на слање података ка Земљи ради даље обраде, Персеверанс користи SHERLOC систем, који је дизајниран да анализира узорке стена директно на Марсу.

## Мисија

### Научни циљеви
Ровер Персеверанс има следеће научне циљеве:
- Потрага за настањивошћу: пронаћи пределе који су били способни да подрже микробиолошки живот на Марсу у прошлости.
- Потрага за биолошким потписима: тражити знаке микробиолошког живота у тим настањивим пределима, нарочито у оним типовима стена за које је познато да могу да очувају знаке живота током дугог времена.
- Сакупљање узорака:  сакупити стене и узорке реголита и ускладиштити их на површини Марса, одакле ће их преузети нека будућа мисија и донети на Земљу ради анализе.
- Припрема за долазак људи:  тестирати производњу кисеоника из Марсове атмосфере.